# Crustulina scabripes
Crustulina scabripes är en spindelart som beskrevs av Simon 1881. Crustulina scabripes ingår i släktet Crustulina och familjen klotspindlar. Inga underarter finns listade i Catalogue of Life.